# Municipio de Elk Grove
El municipio de Elk Grove (en inglés: Elk Grove Township) es un municipio ubicado en el condado de Cook en el estado estadounidense de Illinois. En el año 2010 tenía una población de 92905 habitantes y una densidad poblacional de 1.281,79 personas por km².

## Geografía
El municipio de Elk Grove se encuentra ubicado en las coordenadas 42°1′48″N 87°58′38″O / 42.03000, -87.97722. Según la Oficina del Censo de los Estados Unidos, el municipio tiene una superficie total de 72.48 km², de la cual 71.41 km² corresponden a tierra firme y (1.48%) 1.07 km² es agua.

## Demografía
Según el censo de 2010, había 92905 personas residiendo en el municipio de Elk Grove. La densidad de población era de 1.281,79 hab./km². De los 92905 habitantes, el municipio de Elk Grove estaba compuesto por el 75.52% blancos, el 2.54% eran afroamericanos, el 0.5% eran amerindios, el 10.87% eran asiáticos, el 0.03% eran isleños del Pacífico, el 7.98% eran de otras razas y el 2.56% pertenecían a dos o más razas. Del total de la población el 20.15% eran hispanos o latinos de cualquier raza.